# Parti communiste de Grèce (intérieur)
Le Parti communiste de Grèce (intérieur) (grec moderne : Κομμουνιστικό Κόμμα Ελλάδας Εσωτερικού (Kommounistikó Kómma Elládas Esoterikoú)), le plus souvent abrégé en KKE esot. ou KKE int. (en grec moderne : ΚΚΕ Εσωτερικού) est un parti eurocommuniste grec, formé par une scission du Parti communiste de Grèce en 1968. Il se dissout en 1987, quelques mois après son IVe congrès en 1986, pour donner naissance notamment à la Gauche grecque et à la Gauche écologique, communiste et rénovée, puis à Synaspismós.